# Charles Leadbeater

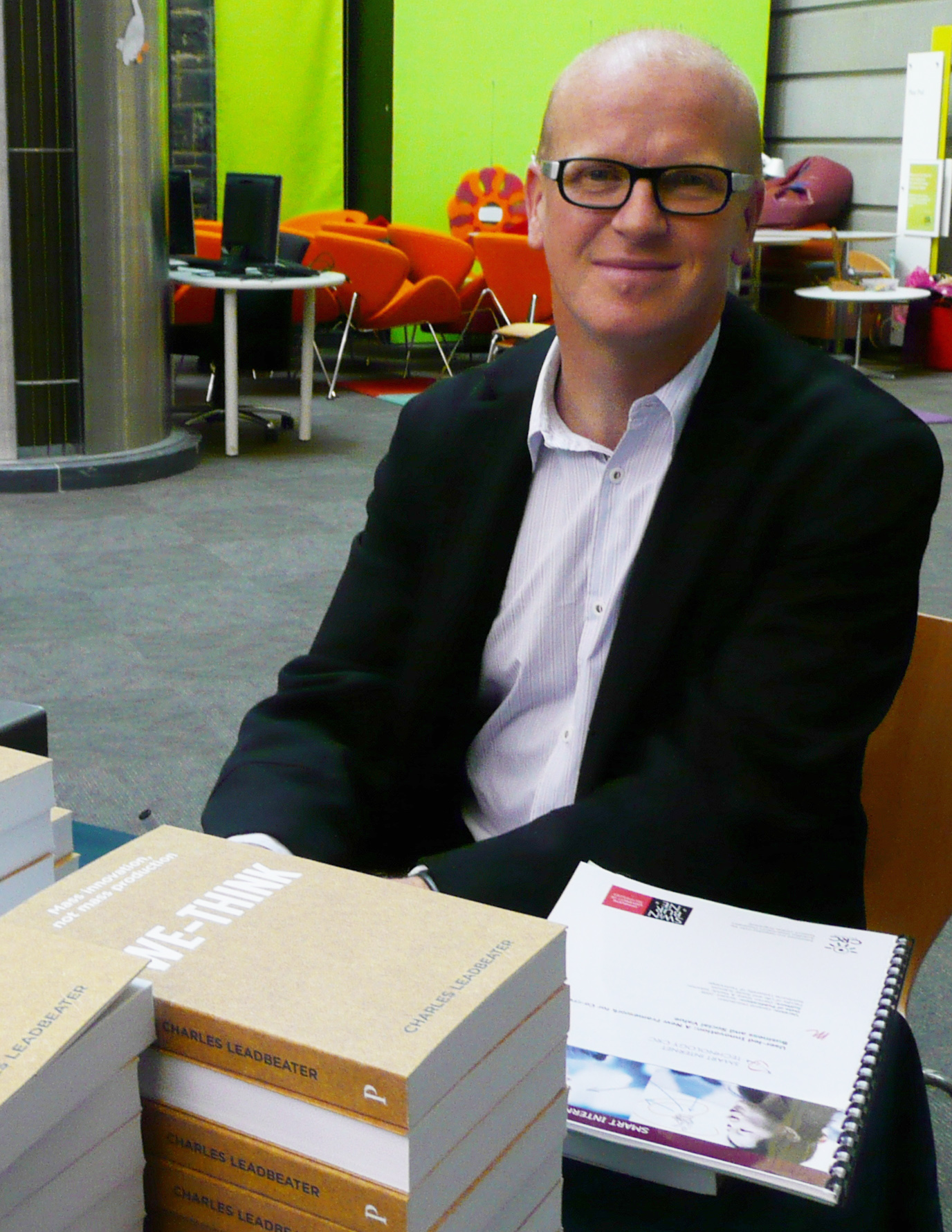
Leadbeater signeert exemplaren van We-think

Charles Richard Leadbeater (oorspronkelijk schrijvend onder de naam Charlie Leadbeater, 1959) is een Brits auteur en voormalig adviseur van Tony Blair.
Hij kwam voor het eerst ruimschoots in de publiciteit in de jaren tachtig toen hij regelmatig schreef voor het tijdschrift Marxism Today. Later werd hij redacteur en hoofdredacteur Tokio bij de Financial Times. Terwijl hij werkte bij The Independent in de jaren negentig bedacht hij Bridget Jones's Diary (oorspronkelijk een column) samen met Helen Fielding. Hij hield zich bezig met maatschappelijk ondernemerschap en publiceerde in 1997 The Rise of the Social Entrepreneur.
Hij adviseerde de Britse regering op het gebied van het internet en de kenniseconomie. Zijn meest recente boek, We-think, verkent het nieuwe fenomeen van de massacreativiteit zoals we die terugzien op websites als YouTube, Wikipedia en MySpace. Het boek, waarvan inmiddels al een tweede herziene editie is verschenen en dat ook in het Nederlands is vertaald, stelt dat massaparticipatie, in plaats van massaconsumptie en -productie, de sleutel is tot hoe we in de toekomst ons leven, onze maatschappij en onze bedrijven zullen inrichten.
In 2009 was Leadbeater de hoofdspreker op het Chartered Management Institute National Conference. In 2005 werd hij door Accenture uitgeroepen tot een van de grootste managementdenkers ter wereld. In september 2010 opende Leadbeater het Incubate festival in Tilburg.

## Publicatie (in het Nederlands)
- Charles Leadbeater (en 257 andere mensen): We-think. Delen-creëren-innoveren. Vert. door Carla Zijlemaker. Den Haag, Academic Service, 2009. ISBN 978-90-5261-734-3